# Major League Soccer 2025
La Major League Soccer 2025 è la trentesima edizione del campionato di calcio nordamericano. Il torneo è iniziato il 22 febbraio 2025 e terminerà nel dicembre successivo.
La squadra campione in carica è il LA Galaxy, che ha vinto il suo quarto titolo nell'edizione 2024.

## Stagione

### Novità
Rispetto alla stagione precedente il campionato ha visto un allargamento del numero di squadre partecipanti, da 29 a 30, con l'ingresso della franchigia di San Diego.

### Formula
La stagione regolare prevede 34 partite per ciascuna squadra, divise equamente tra partite in casa e in trasferta. La partita inaugurale è stata disputata il 22 febbraio; la regular season si concluderà con il Decision Day del 18 ottobre, che comprenderà partite intra-conferenza che si disputeranno in contemporanea. Ci sarà una pausa dal 15 al 24 giugno per la Coppa del mondo per club FIFA 2025, mentre non ci sarà nessuna sosta per le partite della Leagues Cup 2025. La maggior parte delle partite si giocherà il sabato e il mercoledì alle 19:30 ora locale.
Le 30 squadre sono divise in due conference, la Western Conference e la Eastern Conference, in base alla loro posizione geografica. Le 15 squadre di ciascuna conference giocheranno un girone all'italiana con squadre intra-conferenza e sei partite contro sei avversarie della lega opposta. Vengono assegnati tre punti per ogni vittoria e un punto per ogni pareggio.
Le prime nove squadre di ogni conference avanzeranno ai play-off della MLS Cup 2024, che iniziano con un turno preliminare per le squadre dell'ottavo e del nono posto ed è seguito da una serie al meglio di tre, introdotta nel 2023. Da qui in poi viene ripreso il format classico dei play-off: gara a eliminazione diretta sul campo della formazione meglio piazzata nella stagione regolare. Il tutto culminerà con la finale della MLS Cup tra le due vincitrici di conference. Similmente alle altre grandi leghe americane di sport professionistici, non è prevista alcuna retrocessione né promozione.
Si qualificano alla CONCACAF Champions Cup 2026 la vincitrice della MLS Cup, la vincitrice del Supporters' Shield (cioè la squadra con più punti al termine della stagione regolare), l'altra vincitrice di conference e la vincitrice della Lamar Hunt U.S. Open Cup.

## Partecipanti
| Club                | Stagione | Città          | Stadio                                     | Stagione 2024                                                    |
| ------------------- | -------- | -------------- | ------------------------------------------ | ---------------------------------------------------------------- |
| Atlanta United      | dettagli | Atlanta        | Mercedes-Benz Stadium                      | 9º nella Eastern Conference                                      |
| Austin FC           | dettagli | Austin         | Q2 Stadium                                 | 10º nella Western Conference                                     |
| Charlotte FC        | dettagli | Charlotte      | Bank of America Stadium                    | 5º nella Eastern Conference                                      |
| Chicago Fire        | dettagli | Chicago        | Soldier Field                              | 15º nella Eastern Conference                                     |
| FC Cincinnati       | dettagli | Cincinnati     | TQL Stadium                                | 3º nella Eastern Conference                                      |
| Colorado Rapids     | dettagli | Denver         | Dick's Sporting Goods Park (Commerce City) | 7º nella Western Conference                                      |
| Columbus Crew       | dettagli | Columbus       | Lower.com Field                            | 2º nella Eastern Conference                                      |
| FC Dallas           | dettagli | Frisco         | Toyota Stadium (Frisco)                    | 11º nella Western Conference                                     |
| D.C. United         | dettagli | Washington     | Audi Field                                 | 10º nella Eastern Conference                                     |
| Houston Dynamo      | dettagli | Houston        | PNC Stadium                                | 5º nella Western Conference                                      |
| Inter Miami         | dettagli | Miami          | Chase Stadium (Fort Lauderdale)            | 1º nella Eastern Conference Vincitore del MLS Supporters' Shield |
| Los Angeles FC      | dettagli | Los Angeles    | Banc of California Stadium                 | 1º nella Western Conference                                      |
| LA Galaxy           | dettagli | Los Angeles    | Dignity Health Sports Park (Carson)        | 2º nella Western Conference Vincitore della MLS Cup              |
| Minnesota Utd       | dettagli | Saint Paul     | Allianz Field                              | 6º nella Western Conference                                      |
| CF Montréal         | dettagli | Montréal       | Stade Saputo                               | 8º nella Eastern Conference                                      |
| Nashville           | dettagli | Nashville      | Geodis Park                                | 13º nella Eastern Conference                                     |
| N.E. Revolution     | dettagli | Foxborough     | Gillette Stadium                           | 14º nella Eastern Conference                                     |
| New York City       | dettagli | New York       | Yankee Stadium                             | 6º nella Eastern Conference                                      |
| N.Y. Red Bulls      | dettagli | New York       | Red Bull Arena (Harrison, NJ)              | 7º nella Eastern Conference                                      |
| Orlando City        | dettagli | Orlando        | Inter&Co Stadium                           | 4º nella Eastern Conference                                      |
| Philadelphia Union  | dettagli | Filadelfia     | Subaru Park (Chester)                      | 12º nella Eastern Conference                                     |
| Portland Timbers    | dettagli | Portland       | Providence Park                            | 9º nella Western Conference                                      |
| Real Salt Lake      | dettagli | Salt Lake City | Rio Tinto Stadium (Sandy)                  | 3º nella Western Conference                                      |
| San Diego           | dettagli | San Diego      | Snapdragon Stadium                         | Esordiente                                                       |
| S.J. Earthquakes    | dettagli | San Jose       | PayPal Park                                | 14º nella Western Conference                                     |
| Seattle Sounders    | dettagli | Seattle        | Lumen Field                                | 4º nella Western Conference                                      |
| Sporting K.C.       | dettagli | Kansas City    | Children's Mercy Park                      | 13º nella Western Conference                                     |
| St. Louis City      | dettagli | Saint Louis    | CityPark                                   | 12º nella Western Conference                                     |
| Toronto FC          | dettagli | Toronto        | BMO Field                                  | 11º nella Eastern Conference                                     |
| Vancouver Whitecaps | dettagli | Vancouver      | BC Place                                   | 8º nella Western Conference                                      |

### Allenatori
| Club                | Allenatore                                                                  |
| ------------------- | --------------------------------------------------------------------------- |
| Atlanta United      | Ronny Deila                                                                 |
| Austin FC           | Nico Estévez                                                                |
| Charlotte FC        | Dean Smith                                                                  |
| Chicago Fire        | Gregg Berhalter                                                             |
| FC Cincinnati       | Pat Noonan                                                                  |
| Colorado Rapids     | Chris Armas                                                                 |
| Columbus Crew       | Wilfried Nancy                                                              |
| FC Dallas           | Eric Quill                                                                  |
| D.C. United         | Troy Lesesne                                                                |
| Houston Dynamo      | Ben Olsen                                                                   |
| Inter Miami         | Javier Mascherano                                                           |
| Los Angeles FC      | Steve Cherundolo                                                            |
| LA Galaxy           | Greg Vanney                                                                 |
| Minnesota Utd       | Eric Ramsay                                                                 |
| CF Montréal         | Laurent Courtois (fino al 24 marzo) Marco Donadel (ad interim dal 24 marzo) |
| Nashville           | B. J. Callaghan                                                             |
| N.E. Revolution     | Caleb Porter                                                                |
| New York City       | Pascal Jansen                                                               |
| N.Y. Red Bulls      | Sandro Schwarz                                                              |
| Orlando City        | Óscar Pareja                                                                |
| Philadelphia Union  | Bradley Carnell                                                             |
| Portland Timbers    | Phil Neville                                                                |
| Real Salt Lake      | Pablo Mastroeni                                                             |
| San Diego           | Mikey Varas                                                                 |
| S.J. Earthquakes    | Bruce Arena                                                                 |
| Seattle Sounders    | Brian Schmetzer                                                             |
| Sporting K.C.       | Peter Vermes (fino al 31 marzo) Kerry Zavagnin (ad interim dal 31 marzo)    |
| St. Louis City      | Olof Mellberg                                                               |
| Toronto FC          | Robin Fraser                                                                |
| Vancouver Whitecaps | Jesper Sørensen                                                             |

## Classifiche regular season

### Classifica aggiornata al 23 febbraio 2025.
|    | Pos. | Squadra            | Pt | G | V | N | P | GF | GS | DR |
| -- | ---- | ------------------ | -- | - | - | - | - | -- | -- | -- |
| P  | 1.   | Philadelphia Union | 6  | 2 | 2 | 0 | 0 | 8  | 3  | +5 |
| P  | 2.   | Columbus Crew      | 6  | 2 | 2 | 0 | 0 | 5  | 2  | +3 |
| P  | 3.   | Inter Miami        | 4  | 2 | 1 | 1 | 0 | 6  | 3  | +3 |
| P  | 4.   | Charlotte FC       | 4  | 2 | 1 | 1 | 0 | 3  | 2  | +1 |
| P  | 5.   | N.Y. Red Bulls     | 3  | 1 | 1 | 0 | 1 | 2  | 1  | +1 |
| P  | 6.   | Orlando City       | 3  | 1 | 1 | 0 | 1 | 6  | 6  | 0  |
| P  | 7.   | Atlanta United     | 3  | 1 | 1 | 0 | 1 | 3  | 4  | -1 |
| QP | 8    | FC Cincinnati      | 3  | 1 | 1 | 0 | 1 | 2  | 4  | -2 |
| QP | 9.   | D.C. United        | 2  | 1 | 0 | 2 | 0 | 4  | 4  | 0  |
|    | 10.  | New York City      | 1  | 1 | 0 | 1 | 1 | 2  | 3  | -1 |
|    | 11.  | N.E. Revolution    | 1  | 1 | 0 | 1 | 0 | 0  | 1  | -1 |
| 🇨🇦 | 12.  | Toronto FC         | 1  | 1 | 0 | 1 | 1 | 4  | 6  | -2 |
|    | 13.  | Chicago Fire       | 1  | 1 | 0 | 1 | 1 | 4  | 6  | -2 |
|    | 14.  | Nashville          | 1  | 0 | 0 | 1 | 1 | 0  | 2  | -2 |
| 🇨🇦 | 15.  | CF Montréal        | 0  | 1 | 0 | 0 | 2 | 2  | 4  | -2 |

Dal 1 al 7 posto fase finale 
     8-9 Ammesse al turno preliminare dei play-off.
QP= qualificazione playoff 

### Western ConferenceClassifica aggiornata al 22 febbraio 2025.
|     | Pos. | Squadra             | Pt | G | V | N | P | GF | GS | DR |
| --- | ---- | ------------------- | -- | - | - | - | - | -- | -- | -- |
| P   | 1.   | S.J. Earthquakes    | 6  | 2 | 2 | 0 | 0 | 6  | 1  | +5 |
| P🇨🇦 | 2.   | Vancouver Whitecaps | 6  | 2 | 2 | 0 | 0 | 6  | 2  | +4 |
|     | 3.   | Los Angeles FC      | 6  | 2 | 2 | 0 | 0 | 2  | 0  | +2 |
|     | 4.   | San Diego           | 4  | 2 | 1 | 1 | 0 | 2  | 0  | +2 |
|     | 5.   | FC Dallas           | 3  | 1 | 1 | 0 | 0 | 2  | 1  | +1 |
|     | 6.   | Austin FC           | 3  | 1 | 1 | 0 | 0 | 1  | 0  | +1 |
|     | 7.   | Seattle Sounders    | 1  | 1 | 0 | 1 | 0 | 2  | 2  | 0  |
|     | 8.   | Colorado Rapids     | 1  | 1 | 0 | 1 | 0 | 0  | 0  | 0  |
|     | 9.   | St. Louis City      | 1  | 1 | 0 | 1 | 0 | 0  | 0  | 0  |
|     | 10.  | Sporting K.C.       | 0  | 1 | 0 | 0 | 1 | 0  | 1  | -1 |
|     | 11.  | Minnesota Utd       | 0  | 1 | 0 | 0 | 1 | 0  | 1  | -1 |
|     | 12.  | Houston Dynamo      | 0  | 1 | 0 | 0 | 1 | 1  | 2  | -1 |
|     | 13.  | LA Galaxy           | 0  | 1 | 0 | 0 | 1 | 0  | 2  | -2 |
|     | 14.  | Portland Timbers    | 0  | 1 | 0 | 0 | 1 | 1  | 4  | -3 |
|     | 15.  | Real Salt Lake      | 0  | 1 | 0 | 0 | 1 | 0  | 4  | -4 |

Legenda:
      Ammessa al primo turno dei play-off.
      Ammesse al turno preliminare dei play-off.

### Classifica generale
La squadra prima classificata in questa classifica vince il Supporters’ Shield.
|  | Pos. | Squadra             | Pt | G | V | N | P | GF | GS | DR |
|  | ---- | ------------------- | -- | - | - | - | - | -- | -- | -- |
|  | 1.   | Atlanta United      | 0  | 0 | 0 | 0 | 0 | 0  | 0  | 0  |
|  | 2.   | Austin FC           | 0  | 0 | 0 | 0 | 0 | 0  | 0  | 0  |
|  | 3.   | CF Montréal         | 0  | 0 | 0 | 0 | 0 | 0  | 0  | 0  |
|  | 4.   | Charlotte FC        | 0  | 0 | 0 | 0 | 0 | 0  | 0  | 0  |
|  | 5.   | Chicago Fire        | 0  | 0 | 0 | 0 | 0 | 0  | 0  | 0  |
|  | 6.   | Colorado Rapids     | 0  | 0 | 0 | 0 | 0 | 0  | 0  | 0  |
|  | 7.   | Columbus Crew       | 0  | 0 | 0 | 0 | 0 | 0  | 0  | 0  |
|  | 8.   | D.C. United         | 0  | 0 | 0 | 0 | 0 | 0  | 0  | 0  |
|  | 9.   | FC Dallas           | 0  | 0 | 0 | 0 | 0 | 0  | 0  | 0  |
|  | 10.  | FC Cincinnati       | 0  | 0 | 0 | 0 | 0 | 0  | 0  | 0  |
|  | 11.  | Houston Dynamo      | 0  | 0 | 0 | 0 | 0 | 0  | 0  | 0  |
|  | 12.  | Inter Miami         | 0  | 0 | 0 | 0 | 0 | 0  | 0  | 0  |
|  | 13.  | LA Galaxy           | 0  | 0 | 0 | 0 | 0 | 0  | 0  | 0  |
|  | 14.  | Los Angeles FC      | 0  | 0 | 0 | 0 | 0 | 0  | 0  | 0  |
|  | 15.  | Minnesota Utd       | 0  | 0 | 0 | 0 | 0 | 0  | 0  | 0  |
|  | 16.  | Nashville           | 0  | 0 | 0 | 0 | 0 | 0  | 0  | 0  |
|  | 17.  | N.E. Revolution     | 0  | 0 | 0 | 0 | 0 | 0  | 0  | 0  |
|  | 18.  | New York City       | 0  | 0 | 0 | 0 | 0 | 0  | 0  | 0  |
|  | 19.  | N.Y. Red Bulls      | 0  | 0 | 0 | 0 | 0 | 0  | 0  | 0  |
|  | 20.  | Orlando City        | 0  | 0 | 0 | 0 | 0 | 0  | 0  | 0  |
|  | 21.  | Philadelphia Union  | 0  | 0 | 0 | 0 | 0 | 0  | 0  | 0  |
|  | 22.  | Portland Timbers    | 0  | 0 | 0 | 0 | 0 | 0  | 0  | 0  |
|  | 23.  | Real Salt Lake      | 0  | 0 | 0 | 0 | 0 | 0  | 0  | 0  |
|  | 24.  | San Diego           | 0  | 0 | 0 | 0 | 0 | 0  | 0  | 0  |
|  | 25.  | S.J. Earthquakes    | 0  | 0 | 0 | 0 | 0 | 0  | 0  | 0  |
|  | 26.  | Seattle Sounders    | 0  | 0 | 0 | 0 | 0 | 0  | 0  | 0  |
|  | 27.  | Sporting K.C.       | 0  | 0 | 0 | 0 | 0 | 0  | 0  | 0  |
|  | 28.  | St. Louis City      | 0  | 0 | 0 | 0 | 0 | 0  | 0  | 0  |
|  | 29.  | Toronto FC          | 0  | 0 | 0 | 0 | 0 | 0  | 0  | 0  |
|  | 30.  | Vancouver Whitecaps | 0  | 0 | 0 | 0 | 0 | 0  | 0  | 0  |

Marcatori
| 1 | 🇨🇦 | Anders Dreyer       | 2 San Diego FC  |
| - | -- | ------------------- | --------------- |
| 2 | 🇺🇸 | Brian Guitierrez    | 2 Chicago Fire  |
| 3 | 🇺🇾 | Diego Rossi         | 2 Columbus Crew |
| 4 | 🇨🇮 | Emmanuel Latte Lath |                 |

Legenda:

      Vincitrice della MLS e qualificata alla CONCACAF Champions Cup 2025
      Qualificate alla CONCACAF Champions Cup 2025
      Qualificate alla Leagues Cup 2025
In caso di arrivo a pari punti:
1. Maggior numero di vittorie;
2. Differenza reti;
3. Gol fatti;
4. Minor numero di punti disciplinari;
5. Differenza reti in trasferta;
6. Gol fatti in trasferta;
7. Differenza reti in casa;
8. Gol fatti in casa;
9. Lancio della moneta (2 squadre) o estrazione a sorte (3 o più squadre).